# Serhij Tkatj
Serhij Fedorovytj Tkatj (ukrainska Серге́й Федорович Ткач), född 15 september 1952 i Kiseljovsk, Ryska SFSR, Sovjetunionen, död 4 november 2018 i Zjytomyr, Ukraina, var en ukrainsk seriemördare och före detta polisman. Han dömdes 2008 till livstids fängelse för 38 mord på flickor och unga kvinnor under en period på över 20 år.
Under rättegången i Dnipropetrovsk hävdade Tkatj att han begått mellan 80 och 100 mord. Ändå meddelade han omedelbart efter att ha fått sin dom, att han inte tänker överklaga. Han ska i förhör ha sagt att han började döda kvinnor som hämnd för att han känt sig illa behandlad av sina fruar, senare ska han ha känt sexuell njutning av att döda.
Tkatj arbetade som brottsutredare i Sibirien innan han flyttade till Ukraina, och uppges ha utnyttjat sina yrkeskunskaper till att föra spanarna på villospår. Enligt ukrainska medier ska minst sex män tidigare ha dömts för mord som kunnat knytas till Tkatj.